# دينا حجازي
دينا حجازي (من مواليد 12  اغسطس 1989)، هي محاسبة مصرية.

## الحياة المهنية
دينا حجازي حاصلة على الميدالية الفضية في سباحة 50 مترا ظهر و 100 متر ظهر وميدالية برونزية في سباحة 200 متر ظهر، وكذلك في 4 × 100 متر تتابع متنوع في بطولة السباحة الأفريقية 2006 في داكار. في الألعاب الإفريقية 2007 بالجزائر العاصمة، فازت بالميدالية الفضية في سباق التتابع 4 × 100 متر حرة، وحصلت على الميدالية الذهبية في دورة الألعاب العربية 2004 بالجزائر في سباق 50 متر ظهرا مسجلة 31.19 ثانية، وحصلت على الميدالية الذهبية في سباق 200 متر ظهر دورة الألعاب العربية 2007 في مصر مسجلة زمن 66. 42. 2 دقيقة.
شاركت في بطولة العالم لألعاب الماء في عام 2009، وحققت فيها دينا حجازى رقم قياسى بتحطيم رقم رانيا علوانى في مسافة 50 متر ظهر، والذى لم يتحطم منذ 1995.

## نتائج
| الحدث            | مسار   | الزمن   | النقاط | التاريخ       | المدينة                  | الدورة                         |
| ---------------- | ------ | ------- | ------ | ------------- | ------------------------ | ------------------------------ |
| 50 متر حرة       | 50 متر | 28.41   | 10.3   | 25 مايو 2007  | إرفين                    | التحدي الكبير                  |
| 100 متر حرة      | 50 متر | 1:01.24 | 10.2   | 15 يونيو 2007 | ميسيون فيجو (كاليفورنيا) | لقاء TYR للسباحة للأبطال       |
| 200 متر حرة      | 50 متر | 2:10.84 | 12.3   | 15 يوليو 2006 | لوس أنجلوس               | Janet Evans Invitational       |
| 400 متر حرة      | 50 متر | 4:26.99 | 14.4   | 15 يونيو 2007 | ميسيون فيجو (كاليفورنيا) | لقاء TYR للسباحة للأبطال       |
| 50 متر حرة       | 50 متر | 30.29   | 14.2   | 29 يوليو 2009 | روما                     | FINA: بطولة العالم الثالثة عشر |
| 100 متر ظهر      | 50 متر | 1:03.03 | 16.0   | 27 يوليو 2009 | روما                     | FINA: بطولة العالم الثالثة عشر |
| 200 متر ظهر      | 50 متر | 2:14.28 | 16.6   | 1 يونيو 2009  | ميسيون فيجو (كاليفورنيا) | لقاء الأبطال                   |
| 50 متر دورة حرة  | 50 متر | 28.12   | -      | 8 أغسطس 2006  | إرفين                    | الولايات المتحدة جونيور ...    |
| 100 متر دورة حرة | 50 متر | 59.95   | -      | 15 يونيو 2007 | ميسيون فيجو (كاليفورنيا) | لقاء TYR للسباحة للأبطال       |
| 200 متر دورة حرة | 50 متر | 2:06.84 | -      | 16 يونيو 2007 | ميسيون فيجو (كاليفورنيا) | لقاء TYR للسباحة للأبطال       |

المصدر:

## الروابط الخارجية
- دينا حجازي على موقع الاتحاد الدولي للسباحة (الإنجليزية)
- دينا حجازي على موقع SwimRankings.net (الإنجليزية)